# 고니시 변칙
양자장론에서 고니시 변칙([小西]變則, 영어: Konishi anomaly)은 4차원 {\displaystyle {\mathcal {N}}=1} 초대칭 게이지 이론에서 발생하는 변칙이다. 구체적으로, 고전적으로 보존되는 보존류의 워드 항등식이 양자역학적으로 성립하지 않는다. 이를 사용하여 4차원 {\displaystyle {\mathcal {N}}=1} 초대칭 게이지 이론의 비섭동적 유효 초퍼텐셜을 정확히 계산할 수 있다.

## 정의
고니시 변칙은 아벨 초대칭 게이지 이론에서 축대칭(영어: axial symmetry)에 대하여 발생하는 변칙이다.
게이지 군 {\displaystyle G}에 대한 초대칭 게이지 벡터 초장 {\displaystyle V}와 그 장세기 {\displaystyle W_{\alpha }}및 손지기 초장 {\displaystyle \Phi } 및 초퍼텐셜 {\displaystyle W(\Phi )}가 주어졌다고 하자. 그렇다면 다음이 성립한다.
{\displaystyle {\bar {D}}^{2}\operatorname {Tr} \left({\bar {\Phi }}\exp(V)\Phi \right)=\operatorname {Tr} \left(\Phi {\frac {\partial W(\Phi )}{\partial \Phi }}\right)+{\frac {g^{2}}{32\pi }}\operatorname {Tr} (W^{\alpha }W_{\alpha })}
여기서 {\displaystyle g}는 게이지 결합 상수이다. 좌변은 보존류의 발산에 해당하며, 우변에서 첫 항은 초퍼텐셜에 의한 고전적 비보존 효과를 나타내며, 게이지 장세기의 제곱에 비례하는 둘째 항은 순수하게 양자역학적인 변칙이다.
만약 여러 개의 손지기 초장이 존재한다면, 위 식은 각 손지기 초장에 대하여 성립한다.

## 역사
고니시 겐이치(일본어: 小西 憲一 こにし けんいち[*])가 1984년에 발견하였다. 이후 2002년에 프레디 카차조(영어: Freddy Cachazo)와 마이클 더글러스(영어: Michael R. Douglas), 나탄 자이베르그, 에드워드 위튼이 이를 일반화하여 {\displaystyle {\mathcal {N}}=1} 초대칭 게이지 이론을 비섭동적으로 분석할 수 있음을 보였다.